# Basistunnel

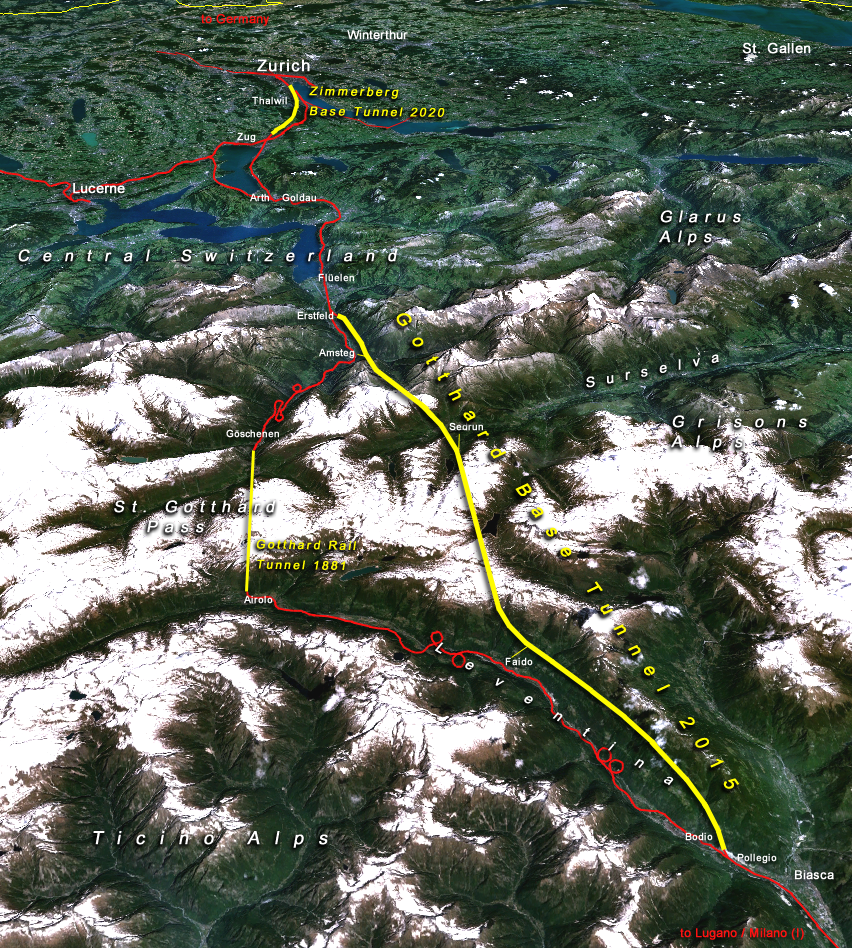
De oude, hooggelegen Gotthardtunnel met zijn krullende aanvoerroutes en de nieuwe, laaggelegen Gotthard-basistunnel

Een basistunnel is een tunnel (meestal een spoorwegtunnel) die aan de voet (basis) van een berg begint en eindigt, en dus een relatief lange weg door de berg moet afleggen.
De keuze van de plaats en hoogte waarop een tunnel wordt gebouwd hangt van vele factoren af. Het voordeel van een grotere hoogte is over het algemeen een kortere tunnel, dus minder boorwerk, minder noodzaak voor ventilatie, en minder tunnel-gerelateerde risico's zoals bij brand. Daar staat tegenover dat de aanvoer(spoor)wegen een groot hoogteverschil moeten overbruggen om van het dal bij de tunnelingang te komen. Dat betekent, vooral bij spoorwegen, dat de route uitgerekt moet worden en slingerend omhoog moet leiden om geen al te grote hellingspercentages te krijgen. Voor de gebruikers van de tunnel komt daar nog bij dat het omhoog brengen van voertuigen en hun vracht veel energie kost, en dat het klimmen en het bochtige traject de snelheid beperkt. Een ander nadeel van hooggelegen tunnels is het verschil in luchtdruk en de meer extreme weersomstandigheden op grotere hoogte.
In de tweede helft van de 19e eeuw, toen de eerste spoorwegtunnels door bergen werden aangelegd, liet de techniek het bouwen van lange tunnels nog niet toe en was men dus genoodzaakt om korte tunnels met lange omhoogslingerende toeleidende spoorwegen aan te leggen. Het traject van de Gotthardspoorweg is hier een voorbeeld van.
In de 20e eeuw was de boortechniek zover gevorderd dat men begon om sommige 19e-eeuwse tunnels te vervangen door lager gelegen tunnels. Om het onderscheid tussen de oude en de nieuwe tunnels te kunnen maken werden in de Alpenlanden de Duitse woorden Basistunnel en Scheiteltunnel (een tunnel die onder het hoogste punt van een bergpas door loopt) gangbaar. Ook in het Engels (base tunnel) en Frans (tunnel de base) zijn hier woorden voor ontstaan. Zo verving de Hauenstein-Basistunnel vanaf 1916 de in 1858 gereedgekomen Hauenstein-Scheiteltunnel.
Veel van de bekende basistunnels zijn of worden aangelegd in de Alpen, bijvoorbeeld de Gotthard-basistunnel, de Lötschberg-basistunnel, de Ceneri-basistunnel en de Furka-basistunnel, alle in Zwitserland. Ook in de Alpen zijn en de Mont d'Ambin-basistunnel tussen Frankrijk en Italië en de Brenner-basistunnel tussen Oostenrijk en Italië in aanbouw. Ook elders in de wereld zijn echter tunnels aangelegd die als basistunnels worden aangeduid, zoals de in 1934 geopende Apennijnen-basistunnel op de spoorlijn Bologna - Florence, de Guadarramatunnel in Spanje, de Perthustunnel tussen Spanje en Frankrijk.